# Kvina
Kvina est une localité du comté de Nordland, en Norvège.

## Géographie
Administrativement, Kvina fait partie de la kommune de Lurøy.